# 슬픈 추억
〈슬픈추억〉은 1988년 발표한 권인하의 노래이다.